# 廢墟 (小說)
《廢墟》是香港科幻小説家倪匡筆下的其中一部科幻小説，系列編號59。故事主要講述一個廢墟中住着一群懂得中國武術的人的生活和他們的過去及歷史。良辰美景這對擅長輕功的雙胞胎亦為之後系列的常客。

## 故事大綱
在陳長青跟著天湖老人上山學道，已了解生死的奧秘之後，便將他的大屋交給溫寶裕管理。一天，溫寳裕為了將屋內其中一些罕見的昆蟲標本，贈給參觀某博物館時認識的一位生物學家胡說，於是進入了大屋。溫寶裕後來發現原本六層高的大屋不見了一層，大屋內房間竟達365間之多，而且間隔奇怪，屋內更有大量奇珍異寶，以至已失蹤了數百年的古董，故邀請了衛斯理一同研究。在衛斯理探究大屋秘密時，忽收到考古學家胡明從菲律賓發出的傳真，指自己身在菲律賓南部一小島，他描述在該島內其中一個山上，居住了一批行為古怪，武藝高強，但不願與外間來往的族群，胡明受女友田青絲所托欲追查島上族群的秘密，故邀請衛斯理一同追查。衛斯理從胡明拍攝的相片中，發現該族群在山上的建築，竟與陳長青那所奇怪大屋異常相似，故相信島上的族群與大屋的秘密有密切關係，故親往菲律賓追查事件的來龍去脈。
經過連番追查及危險，衛斯理終接觸島上族群的少年領袖李規範，知道事情的來龍去脈。原來島上族群的祖先幾百年前在中國曾創立過一番功業，但最後失敗逃亡至菲律賓這個小島上 （雖然小說中沒有直接說出，但從細節中猜到他們祖先應該是明末闖王李自成及其部下）。他們的祖先曾立下重誓，要子孫世世代代嚴守祖先身份及來歷的秘密，並要世代居於小島山上，不可與外人接觸。但一百年前，一部份陳姓族人認為世界已變化，不應更不可能要子孫世代隱居深山，故族群首次出現分裂，陳姓族人分得部份財產後離開小島，遷移到香港，並興建與小島建築物相似的大屋，但依然要求子孫嚴守他們身份的秘密。而陳長青，就是陳姓族人的後人。過了一百年，世襲的族群領袖由少年李規範繼承，他明白到了現代根本不可以再繼續深山隱居的生活，同時他也知道很多族人已偷偷與外間建立連繫，只不過是『祖訓不可違』令到他們沒法正式結束隱居深山的生活。故他利用曾在島上生活過的田青絲接觸胡明，再由胡明邀請衛斯理協助他結束這種生活。
在衛斯理的協助下，李規範宣佈全族結束隱居生活，惟堅持『祖訓不可違』的族人牛一山卻在建築物內自焚而死，最終整個族群的建築燒毀成為廢墟。

## 資料來源
以下資料以香港明窗出版社為準：
| 前任者： 058D 遊戲 | 衛斯理系列（按編號） 059                             | 繼任者： 060 密碼 |
| 前任者： 黃金故事  | 衛斯理系列（按連載時序） 1986年5月3日～1986年8月13日 | 繼任者： 密碼     |